# Tovomita stigmatosa
Tovomita stigmatosa är en tvåhjärtbladig växtart som beskrevs av Jules Émile Planchon och Triana. Tovomita stigmatosa ingår i släktet Tovomita och familjen Clusiaceae. Inga underarter finns listade i Catalogue of Life.